# بيتر فون مات
بيتر فون مات هو ناقد أدبي وكاتب سويسري، ولد في 20 مايو 1937 في لوسرن في سويسرا.

## وصلات خارجية
- بيتر فون مات على موقع IMDb (الإنجليزية)
- بيتر فون مات على موقع مونزينجر (الألمانية)